# ووتر برغر
ووتر برغر (بالهولندية: Wouter Burger)‏ (16 فبراير 2001 في هولندا - ) هو لاعب كرة قدم هولندي في مركز الوسط. لعب مع فاينورد.

## وصلات خارجية
- ووتر برغر على موقع الاتحاد الأوربي (الإنجليزية)
- ووتر برغر على موقع قاعدة بيانات كرة القدم.إي يو (الإنجليزية)
- ووتر برغر على موقع Soccerway.com (الإنجليزية)
- ووتر برغر على موقع عالم كرة القدم.نت (الإنجليزية)